# Hemicyclops perinsignis
Hemicyclops perinsignis is een eenoogkreeftjessoort uit de familie van de Clausidiidae. De wetenschappelijke naam van de soort is voor het eerst geldig gepubliceerd in 1973 door Humes.